# Chalva Bedoïev
 (juin 2018).
Chalva Bedoïev (en cyrillique Шалва Бедоев ; né le 15 octobre 1940) est un peintre russe du XXe et du XXIe siècle.

## Biographie
Chalva Bedoïev est né dans l'actuelle région autonome d'Ossétie du Sud, en Géorgie.
Il étudie l'art à l'Institut académique de peinture, de sculpture et d'architecture de Saint-Pétersbourg Ilia Répine, plus généralement connu sous le nom d’Académie des beaux-arts de Saint-Pétersbourg ou encore Académie russe des beaux-arts, dans la classe du professeur et artiste populaire d'URSS Evseï Moïsseïenko. Il en sort diplômé en 1969.
Bedoïev commence à exposer au début des années 1970 dans toute la Russie comme à international (Luxembourg, France, Belgique, Suisse, Serbie, Italie, USA). Depuis 1977, il est membre du conseil d'administration de l'Union des artistes de Russie. Il est également nommé membre de la Commission de la peinture de l'URSS et membre correspondant de l'Académie des arts de l'URSS.
Depuis 1981, le peintre, devenu enseignant, est la tête du département des beaux-arts de la Faculté des arts de la république d'Ossétie du Nord-Alanie, l'Université d'État d'Ossétie du Nord KL Khetagurova.
De 2000 à 2005, il est le président du Conseil de l'Union des artistes de la république d'Ossétie du Nord-Alanie.
En 2007, il est élu académicien à l'Académie des arts de Russie.
Il vit et travaille aujourd'hui à Vladikavkaz.
Il est exposé à l'Académie des Arts de Russie, au 21 Prechistenka à Moscou, du 8 au 20 octobre 2019.

## Œuvres principales
Les peintures de l'artiste figurent dans les collections du Musée d'État russe, du musée de l'Académie russe des arts, des musées de Russie comme de l'étranger (Népal, Serbie), ainsi que dans des collections privées.
- Collection de raisins (huile sur toile, 1972). Prix d'État
- Cerise - La Beauté du Kouban (huile sur toile, 1974)
- Jeunesse (huile sur toile, 1979). Diplôme de l'Académie des arts de l'URSS
- Bannière de la liberté (huile sur toile, 1981)
- Amazon (huile sur toile, 1984, variantes sur ce sujet)
- Ossétie du révolutionnaire (huile sur toile, 1987), une commande du ministère de la Culture pour le 70e anniversaire de la Révolution d'Octobre
- Conte ossète, Nature morte au maïs (huile sur toile, 1988)
- Dzerassa avec une pomme de traîneau (1989, variantes)
- Pétroglyphes, Homère, Autoportrait de trois côtés (1991)
- Fleurs des montagnes (huile sur toile, 1995)
- Saint George (huile sur toile, 1997)
- Mélodie de l'Antiquité (huile sur toile, 1998)
- Nature morte avec réflexion (huile sur toile, 2000)

## Récompenses
- Artiste émérite de la RSFSR (1988)
- Artiste du peuple de l'Académie des sciences sociales de l'URSS (1984)
- Prime d'État de SOASSR, KL Khetagurov (1976)
- Diplôme de l'Académie des arts de l'URSS (1981)
- Grand Prix de la Biennale internationale de Saint-Pétersbourg (1991)

## Musées
- Musée Russe à Saint-Pétersbourg
- MMOMA, Musée d'art moderne (1999), boulevard Petrovsky à Moscou
- Musée de l'Union des artistes russes
- Musée de l'Académie des arts de Russie à Moscou
- Galerie d'art moderne de Sombor, Serbie